# Rangen (grand cru)
Pour la commune, voir Rangen.
L’alsace grand cru rangen, ou le rangen, est un vin français produit sur le lieu-dit le Rangen, à la limite entre les communes de Thann et de Vieux-Thann, dans le département du Haut-Rhin, en Alsace.
Il s'agit d'un des cinquante-et-un grands crus du vignoble d'Alsace, bénéficiant chacun d'une appellation mais partageant le même cahier des charges alsace grand cru (avec des contraintes plus rigoureuses que pour l'appellation alsace). Le Rangen est le grand cru le plus au sud d'Alsace.

## Histoire

### Périodes médiévale et moderne
Le Rangen est mentionné dès le milieu du Moyen Âge, notamment dans les actes d'achat : en 1291, les dominicains de Bâle achètent quatre scadi (seize hectares) de vignes dans le lieu-dit ; en 1292, l'abbaye féminine de Masevaux (à l'époque Masmünster), le couvent Saint-Ursitz d'Einsiden ainsi que l'abbaye cistercienne de Haute-Seille deviennent propriétaires ; en 1296 un certain Burchard zum Rosen de Bâle achète des vins « in banno Villa Danne in monto disto Rangen ».
À la Renaissance en 1580, le Rangen est cité par Montaigne : « Vinsmes souper à Tane, quatre lieues, première ville d’Allemagne, sujette à l’empereur, très belle. Lendemain au matin, trouvâmes une belle et grande plene, flanquée à main gauche de coutaux pleins de vignes, les belles et les mieux cultivées, et en telle estendue que les Guascons qui estoient la disoint n’en avoir jamais veu tant de suite. ». À cette époque (XVIe siècle) l'encépagement du Rangen était déjà réglementé par la ville de Thann : la plantation de cépages non nobles était ainsi interdite : quiconque enfreignait cette loi était puni d'une amende et les ceps étaient arrachés. L'appellation d'origine était également protégée : il était interdit de mélanger d'autres vins à ceux du Rangen et de le commercialiser sous le nom de « vin du Rangen ».
Au XVIIIe siècle le Rangenwein (« vin du Rangen ») est connu jusqu'à Vienne, la capitale impériale (l'Alsace faisait alors partie du Saint-Empire romain germanique), notamment pendant le règne de Marie-Thérèse d'Autriche.

### Période contemporaine
Les ravages du phylloxera et surtout la révolution industrielle (qui triomphe à Mulhouse et à Thann) ont comme conséquences à la fin du XIXe siècle et au début du XXe siècle la baisse des prix, la baisse de la qualité, le manque de main-d'œuvre et l'abandon des parcelles trop pentues (demandant trop de travail pour de faibles rendements). À la fin du XXe siècle, il n'y a plus de viticulteurs résidant à Thann.
En 1966, un remembrement est effectué sur le Rangen, dont les 131 parcelles de 32 propriétaires différents sont réduites au nombre de 55 parcelles. À cette date, seuls 5 hectares sont exploités sur le coteau.
Vers la fin des années 1970, quelques viticulteurs venant d'autres parties du vignoble d'Alsace (tel que Léonard Humbrecht, de Turckheim, Bruno Hertz d'Eguisheim, puis Bernard et Robert Schoffit de Colmar) s'intéressent à ce coteau bien exposé. Ils obtiennent que le Rangen fasse partie en 1983 des vingt-quatre lieux-dits sélectionnés pour devenir les dénominations géographiques de l'appellation alsace grand cru.
Il y a eu depuis quelques modifications : le décret du 1er mars 1984 règlemente les mentions vendanges tardives et sélection de grains nobles au sein de l'appellation et le décret du 24 janvier 2001 réduit les rendements et donne la possibilité de modifier le cahier des charges de chaque dénomination (chaque cru) après avis du syndicat viticole local.
En 1992, les lignes électriques aériennes sont enterrées par EDF. Plusieurs murets en pierre sèche sont progressivement reconstitués. En 2003, la mairie de Thann achète et fait mettre en exploitation (en la louant pour 45 ans) la dernière parcelle non exploitée (32 ares, tout en haut du coteau).
En octobre 2011, tous les grands crus d'Alsace passent du statut de dénominations géographiques au sein d'une même appellation à celle d'appellations partageant le même cahier des charges.

### Étymologie
Deux origines sont proposées pour le mot « rangen » : soit un terme en vieil allemand désignant un versant très raide, soit une déformation de Ranke, désignant la vrille ou le sarment de vigne.

## Situation géographique

Carte du vignoble alsacien, avec l'indication des grands crus.

Le Rangen se situe en France, dans la région Alsace, plus précisément dans le département du Haut-Rhin, sur les communes de Thann et Vieux-Thann à 21 kilomètres à l'ouest de Mulhouse.
Sur la route des vins d'Alsace, le Rangen se trouve à l'extrémité sud, plutôt isolé par rapport aux autres crus (le plus proche, l'Ollwiller, est à 14 kilomètres plus au nord).

### Géologie et orographie
La géologie des Vosges du sud est marquée par la formation du stratovolcan du Molkenrain (1 123 mètres d'altitude, autour duquel une caldeira a été identifiée) à l'époque du Viséen supérieur (-345 à -326 millions d'années, correspondant à une partie du Mississippien). L'érosion a porté à l'affleurement les roches intrusives.
Le coteau du Rangen est un affleurement de plusieurs couches géologiques, qui sont parallèles à la pente.
Le sommet du Rangenkopf, couvert par la forêt, a pour sol une formation volcano-sédimentaire (qui correspond à ce que les géologues locaux appellent la première partie du Crémillot) : il s'agit de brèches dues à des projections volcaniques.
À la limite entre les bois et la vigne se trouvent quelques affleurements d'ignimbrites rhyolitiques (là aussi volcaniques d'origine pyroclastiques qui couvrent de grandes surfaces depuis le Molkenrain jusqu'au Baerenkopf). Ce sont des roches de teinte bleue ou brun-marron, riches en cristaux avec des éléments bréchiques étrangers, qui peuvent aussi avoir le faciès de « tufs à cristaux ».
La majorité du vignoble du Rangen se trouve plantée sur un dépôt de grauwackes dits de Thann dans lesquels de nombreux troncs silicifiés ont été découverts.
Le bas de la pente est recouvert par les restes d'une petite terrasse glaciaire du Würm, composé d'alluvions grossières, avec des galets (de grauwacke et de granite). Ils sont plus épais vers l'aval, atteignant plusieurs mètres dans la boucle de la Thur à l'entrée de Vieux-Thann.
Le fond de vallée, plat car d'origine glaciaire, est couvert par des alluvions d'âge holocène,.

### Climatologie
À l'ouest, les Vosges protègent le coteau du vent et de la pluie. Les vents d'ouest dominants perdent leur humidité sur le versant occidental des Vosges et parviennent en Alsace sous forme de foehn, secs et chauds. Les précipitations sont donc particulièrement faibles.
De ce fait, le climat est bien plus sec (Colmar est la station la plus sèche de France) et un peu plus chaud (avec une température annuelle moyenne plus haute de 1,5 °C) que ce qui serait attendu à cette latitude. Le climat est continental et sec avec des printemps chauds, des étés secs et ensoleillés, de longs automnes et des hivers froids.
La station météo de la base de Colmar-Meyenheim (207 mètres) est la plus proche de Thann, mais elle est en plaine. Ses valeurs climatiques de 1961 à 1990 sont :
| Mois                              | jan. | fév. | mars | avril | mai  | juin | jui. | août | sep. | oct. | nov. | déc. | année |
| --------------------------------- | ---- | ---- | ---- | ----- | ---- | ---- | ---- | ---- | ---- | ---- | ---- | ---- | ----- |
| Température minimale moyenne (°C) | −2,2 | −1,1 | 1,4  | 4,3   | 8,3  | 11,5 | 13,5 | 13,2 | 10,6 | 6,7  | 1,9  | −1,1 | 5,6   |
| Température moyenne (°C)          | 0,8  | 2,5  | 5,9  | 9,4   | 13,5 | 16,9 | 19,2 | 18,7 | 15,7 | 11,1 | 5,3  | 1,8  | 10,1  |
| Température maximale moyenne (°C) | 3,8  | 6,2  | 10,3 | 14,4  | 18,8 | 22,2 | 24,8 | 24,1 | 20,9 | 15,4 | 8,8  | 4,8  | 14,6  |
| Ensoleillement (h)                | 65   | 86   | 124  | 164   | 197  | 218  | 250  | 222  | 175  | 126  | 80   | 61   | 1 768 |
| Précipitations (mm)               | 53,9 | 50,5 | 49,5 | 58,5  | 76,3 | 73,6 | 62,9 | 79,9 | 54,7 | 49,2 | 58,1 | 54,5 | 721,7 |

## Vignoble

### Présentation
Le Rangen est le plus méridional des grands crus d'Alsace. Il se situe à l'entrée de la vallée de la Thur, sur le coteau surplombant au nord la rivière, Thann et Vieux-Thann, lui-même sous le Rangenkopf (« Tête du Rangen », 605 mètres) couvert de bois.
Le vignoble est à cheval sur la limite entre les deux communes, il est orienté plein sud, sur des pentes très accentuées. Son étagement est compris entre 340 mètres (à proximité de la Thur) et 467 mètres d'altitude, soit parmi les plus élevés du vignoble alsacien.
La proximité avec la rivière favorise l'apparition de la pourriture noble, propice à l'élaboration de vins moelleux (grâce aux vendanges tardives) et liquoreux (grâce à la sélection de grains nobles).
La ville de Thann possède une parcelle du Rangen (appelée « Clos de la Ville de Thann »), exploitée par le Domaine Schoffit. Les bouteilles sont vendues depuis 2007.

### Encépagement
Les vins correspondant à l'appellation d'origine contrôlée alsace grand cru suivie de la dénomination géographique (nom de lieu-dit) Rangen doivent être produits avec un des cépages suivants : riesling B, pinot gris G, gewurztraminer Rs ou un des muscats (muscat ottonel B, muscat blanc à petits grains B ou muscat rose à petits grains Rs).
Le riesling B est un des principaux cépages cultivés sur le Rangen car il donne de très bons résultats sur les terrains volcaniques et granitiques. C'est un cépage au débourrement et à la maturation tardives, nécessitant des coteaux bien exposés au soleil, dont les vendanges peuvent avoir lieu vers la mi-octobre. Par contre, il résiste bien aux gelées d'hiver.
Le pinot gris G (appelé Grauburgunder, « bourguignon gris » en allemand, « malvoisie » en Valais ou pinot grigio en Italie) est un cépage fragile et de maturité assez précoce. Il est issu d’une mutation du pinot noir et est donc d’origine bourguignonne, où il est appelé « pinot beurot ». Il donne de meilleurs résultats sur des sols composés de cailloutis calcaires à condition d'être bien drainés grâce à une exposition en coteau.
Le gewurztraminer Rs (signifie « traminer aromatique » en allemand) est un cépage rose aux baies orange ou tirant vers le violet. Ce proche parent du savagnin B et du savagnin rose Rs (appelé en Alsace klevener de Heiligenstein) est plutôt vigoureux, produit de gros rendements et donne de meilleurs résultats sur des sols marneux ou calcaires que sur des sols granitiques ou schisteux.
Sur une très petite surface, un producteur local, Laurent Schnebelen, continue de cultiver un sylvaner atypique.

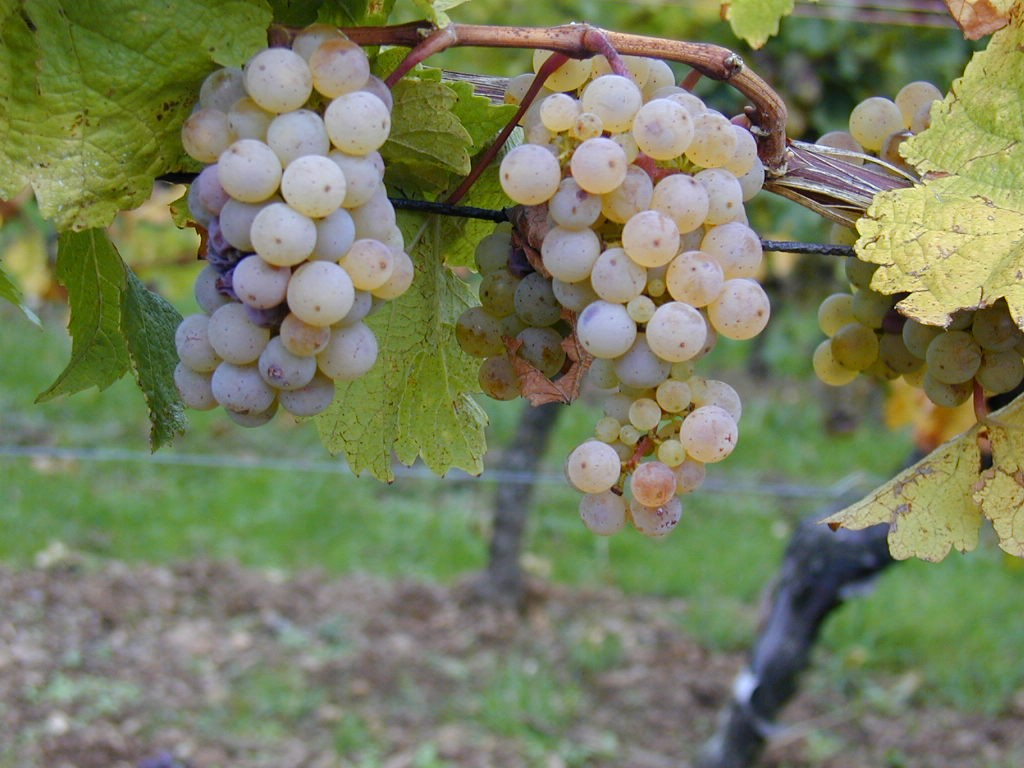
Grappes de riesling B.
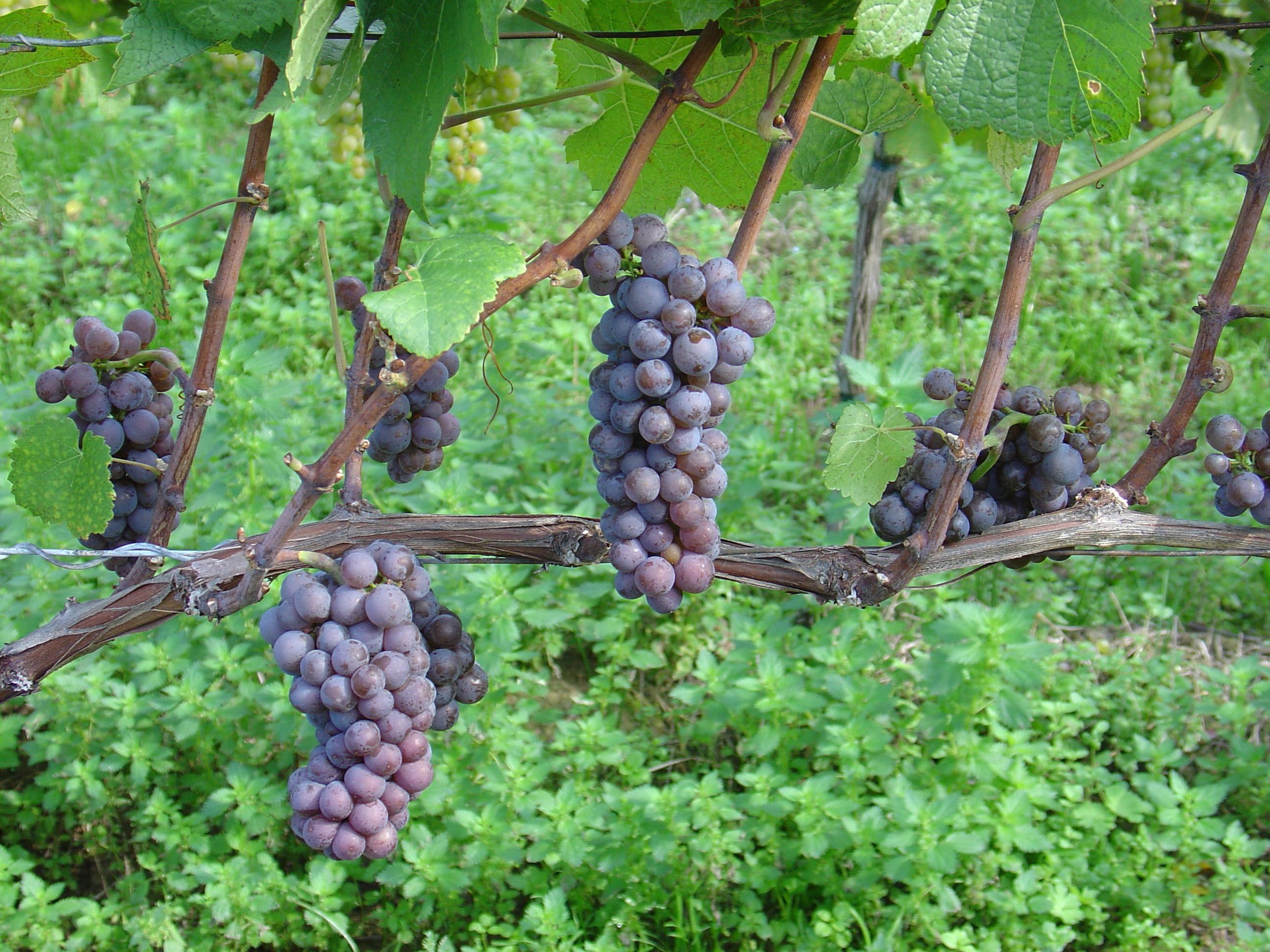
Grappes de pinot gris G.
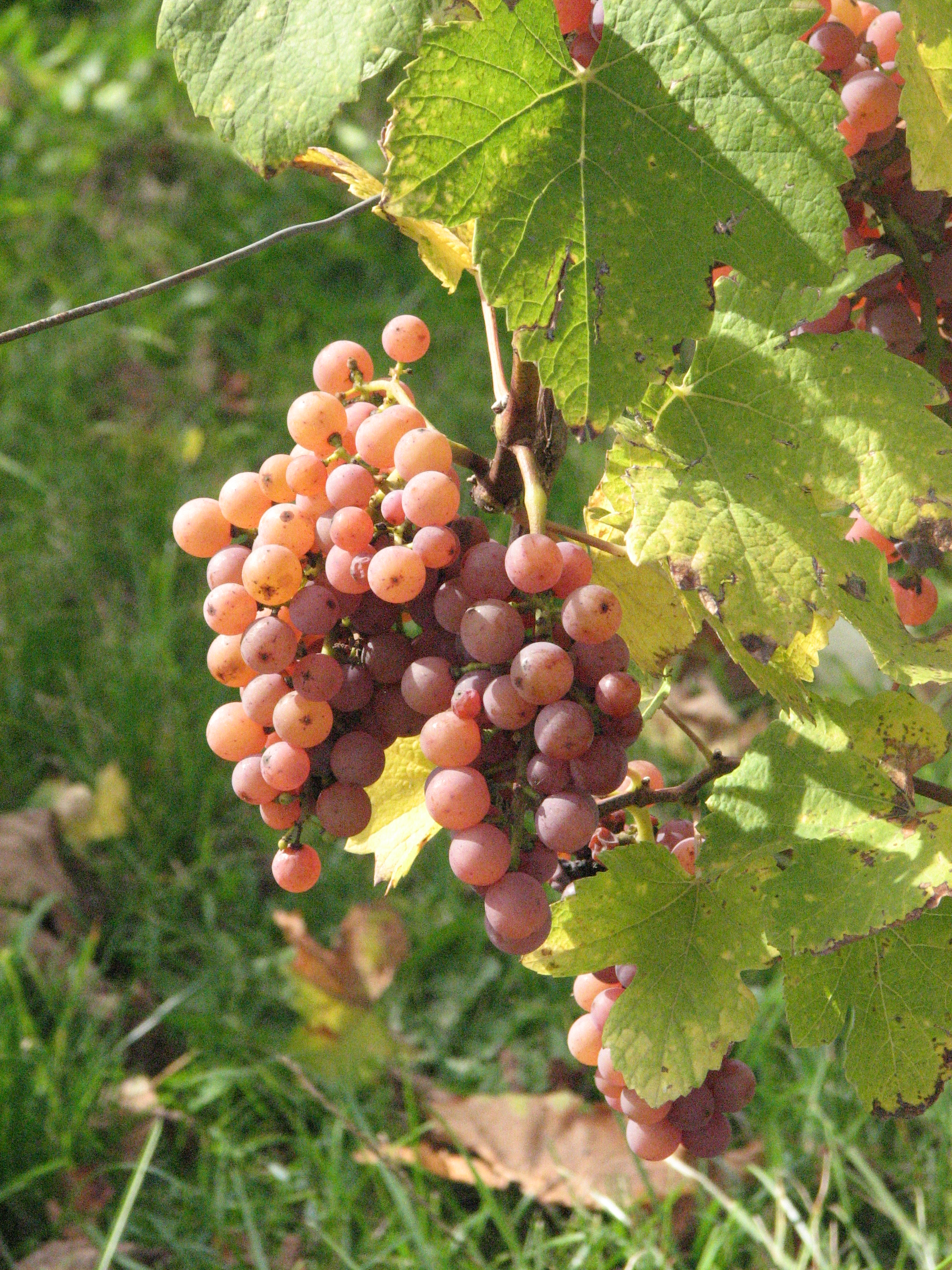
Grappes de gewurztraminer Rs.

### Pratiques culturales
Les vignes sont conduites en hautain pour les protéger du gel, avec le feuillage palissé en espalier ; la hauteur de feuillage palissé ne peut être inférieure à 0,675 fois l'écartement entre les rangs.
La taille de la vigne doit se faire en guyot simple ou double avec un maximum de dix yeux par mètre carré de surface au sol pour le cépage gewurztraminer Rs et huit yeux par mètre carré pour les autres cépages.
La charge maximale moyenne à la parcelle est fixée à 10 000 kilogrammes de raisins par hectare.

### Rendements
La limite de rendement de l'ensemble de l'appellation alsace grand cru est fixée à 55 hectolitres par hectare, avec un rendement butoir à 66 hectolitres par hectare, ce qui est très inférieur aux 80 hectolitres autorisés par l'appellation alsace.
Le rendement réel de l'ensemble de l'appellation (les 51 crus alsaciens) est de 50 hectolitres par hectare en moyenne pour l'année 2009. Bien que ce soit très en dessous des rendements moyens du vignoble d'Alsace, il s'agit d'un rendement dans la moyenne française.
Les grands crus d'Alsace doivent être obligatoirement vendangés manuellement.

## Vins

### Titres alcoométriques minimum
Les raisins récoltés doivent présenter un titre alcoométrique volumique naturel moyen minimum de 12,5 % vol. pour les cépages pinot gris G et gewurztraminer Rs et de 11 % vol. pour le riesling B et les muscats.
Les vins issus d'un assemblage présentent un titre alcoométrique volumique naturel moyen minimum de 12 % vol.
Ne peut être considéré à bonne maturité tout lot unitaire de vendanges présentant une richesse en sucre inférieure à 193 grammes par litre de moût pour les cépages pinot gris G et gewurztraminer Rs et à 168 grammes par litre de moût pour les autres cépages.
Lorsqu'une autorisation d'enrichissement est accordée, l'augmentation du titre alcoométrique volumique naturel moyen minimum ne peut dépasser 1,5 % vol.
Sur l'avis du syndicat viticole du Rangen, le comité régional d'experts des vins d'Alsace peut proposer annuellement au comité national des vins et eaux-de-vie de l'Institut national des appellations d'origine, pour la dénomination et pour chaque cépage, un titre alcoométrique naturel moyen minimum supérieur et une richesse en sucre des lots unitaires supérieure à ceux susvisés, ainsi qu'un taux d'enrichissement maximum inférieur au taux susvisé.

### Vendanges tardives et sélections de grains nobles
Les vendanges tardives désignent des vins faits à partir de raisins dont la récolte a été retardée pour les obtenir en surmaturité, d'où des vins riches en sucre et en alcool, aux goûts plus puissants, et souvent moelleux. Selon la législation, le moût doit avoir au moins 243 grammes de sucre par litre si c'est du gewurztraminer ou du pinot gris (soit 14,4 % vol. d'alcool potentiel), ou au moins 220 grammes de sucre par litre si c'est du riesling ou un muscat (soit 13,1 % vol. d'alcool potentiel) ; aucune chaptalisation n'est permise.
Quant à une sélection de grains nobles, il s'agit d'un vin fait à partir de raisins récoltés par tris sélectifs successifs des grains atteints de pourriture noble (le champignon Botrytis cinerea), ce qui donne des vins encore plus concentrés, plus sucrés, liquoreux. Selon la législation, le moût doit avoir au moins 279 grammes de sucre par litre si c'est du gewurztraminer ou du pinot gris (soit 16,6 % vol. d'alcool potentiel), ou au moins 256 grammes de sucre par litre si c'est du riesling ou un muscat (soit 15,2 % vol. d'alcool potentiel). Là-aussi aucune chaptalisation n'est permise,.

### Vinification et élevage
Les grands crus d'Alsace doivent être obligatoirement récoltés manuellement.
Le jour de la vendange, à l'arrivée au chai, le raisin est foulé et pressé pour séparer le moût du marc de raisin. Pour ce travail, les pressoirs pneumatiques remplacent progressivement les pressoirs horizontaux à plateau. Puis le moût est mis en cuve pour le débourbage, qui est le soutirage du jus sans les bourbes, soit par filtrage, soit par décantation en attendant qu'elles se déposent au fond de la cuve.
La fermentation alcoolique débute sous l'action de levures indigènes ou de levures sélectionnées introduites lors du levurage : cette opération transforme le sucre du raisin en alcool. La maîtrise de la température de fermentation par un système de réfrigération permet d'exprimer le potentiel aromatique du produit.
La fermentation achevée au bout d'un mois, le vin est soutiré afin d'éliminer les lies. La fermentation malolactique n'est généralement pas réalisée, bloquée par un sulfitage pour conserver son acidité au vin. Ce dernier peut être stocké en cuve pour le préparer à l'embouteillage ou élevé en barrique ou foudres de bois de chêne.
Le vin est soutiré, puis généralement de nouveau filtré avant le conditionnement en bouteilles.

### Gastronomie
En plus d'une dégustation à l'apéritif, les rangens s'accordent classiquement avec la cuisine alsacienne.

## Économie

### Type de bouteilles
Les vins d'Alsace doivent être mis en bouteille uniquement dans des flûtes, bouteilles du type « vin du Rhin » de 75 centilitres, règlementées par des décrets.

### Mentions
Dans tout le vignoble d'Alsace, les vins sont le plus souvent identifiés par leur(s) cépage(s) : riesling, gewurztraminer, etc. Cette mention domine l'étiquette même si elle est facultative.
Lors de la création de l'appellation alsace grand cru, le but était clairement de valoriser le terroir. La mention du cépage n'y est pas obligatoire et il est possible de mettre le nom de la dénomination en caractères plus grands que celui du cépage.
Donc plusieurs mentions sur l'étiquette de la bouteille sont possibles, soit simplement le nom de l'appellation et de la dénomination géographique (alsace grand cru Rangen), soit avec en plus une mention de cépage (riesling, muscat, pinot gris ou gewurztraminer), à laquelle peut être rajoutée la mention sélection de grains nobles ou vendanges tardives, ainsi que le nom d'un nom de lieu-dit au sein de la dénomination :
- alsace grand cru Rangen ;
- alsace grand cru Rangen riesling ;
- alsace grand cru Rangen muscat ;
- alsace grand cru Rangen pinot gris ;
- alsace grand cru Rangen gewurztraminer ;
- alsace grand cru Rangen vendanges tardives riesling ;
- alsace grand cru Rangen vendanges tardives muscat ;
- alsace grand cru Rangen vendanges tardives pinot gris ;
- alsace grand cru Rangen vendanges tardives gewurztraminer ;
- alsace grand cru Rangen sélection de grains nobles riesling ;
- alsace grand cru Rangen sélection de grains nobles muscat ;
- alsace grand cru Rangen sélection de grains nobles pinot gris ;
- alsace grand cru Rangen sélection de grains nobles gewurztraminer.

### Liste de producteurs
Les viticulteurs travaillant sur le Rangen proviennent majoritairement du reste du vignoble alsacien :
- Domaine Brucker, à Wuenheim ;
- Château d'Orschwihr (Hubert Hartmann)[15], à Orschwihr ;
- Bruno Hertz[16], à Eguisheim ;
- Eugène et Léa Schnebelen sur le "Clos de la Chapelle Saint-Urbain"[17], à Thann ;
- Laurent, Martine, Charles, Hélène et Louise-Anne Schnebelen, à Thann ;
- Domaine Maurice Schoech, à Ammerschwihr ;
- Domaine Schoffit (Bernard et Alexandre Schoffit) sur le "Clos Saint-Theobald", à Colmar ;
- Domaine Trapet à Riquewihr[18]
- Domaine d'Ollwiller à Wuenheim[18]
- Domaine Marcel Deiss à Bergheim[18]
- Domaine Zind-Humbrecht (Olivier Humbrecht) sur le "Clos Saint-Urbain"[19], à Turckheim.